# Slepé rameno Odry (Zábřeh)
Slepé rameno Odry Ostrava Zábřeh se nachází na toku řeky Odry v Ostravě Zábřehu v Moravskoslezském kraji. Přestože má přímo v pojmenování uvedeno "slepé rameno", jedná se vlastně o mrtvé rameno, jelikož je od toku Odry odděleno na obou koncích. Má tvar nepravidelného oblouku vypouklého k východu a je rozděleno umělým násypem na menší severní část a větší jižní část. U severní části se nachází jez Zábřeh a soutok potoka Zábřežka s řekou Odrou. Slepé rameno je názorným dokladem, kudy tekla a meandrovala řeka Odra předtím, než byla člověkem zregulována. Rameno měří asi 1 km na délku a jeho šířka se pohybuje od několika metrů do 30 metrů a je převážně po celé délce porostlé divokou vegetací a nabízí oázu klidu s množstvím živočichů a rostlin. Blíže např.

## Další informace
Slepé rameno vzniklo plánovanou regulací (napřímením) řeky Odry ve 30. letech 20. století.
U slepého ramene byl také prováděn výzkum netopýrů.
Přístupnost k místu je nejjednodušší od řeky Odry nebo od Říční ulice v Ostravě Zábřehu. Východní svahy (Pískové doly) nad slepým ramenem jsou silně svažité.
Slepé rameno je také rybářským rajónem.
Jižním směrem, proti proudu řeky Odry se nachází další slepé rameno řeky Odry v Ostravě Výškovicích.

## Galerie

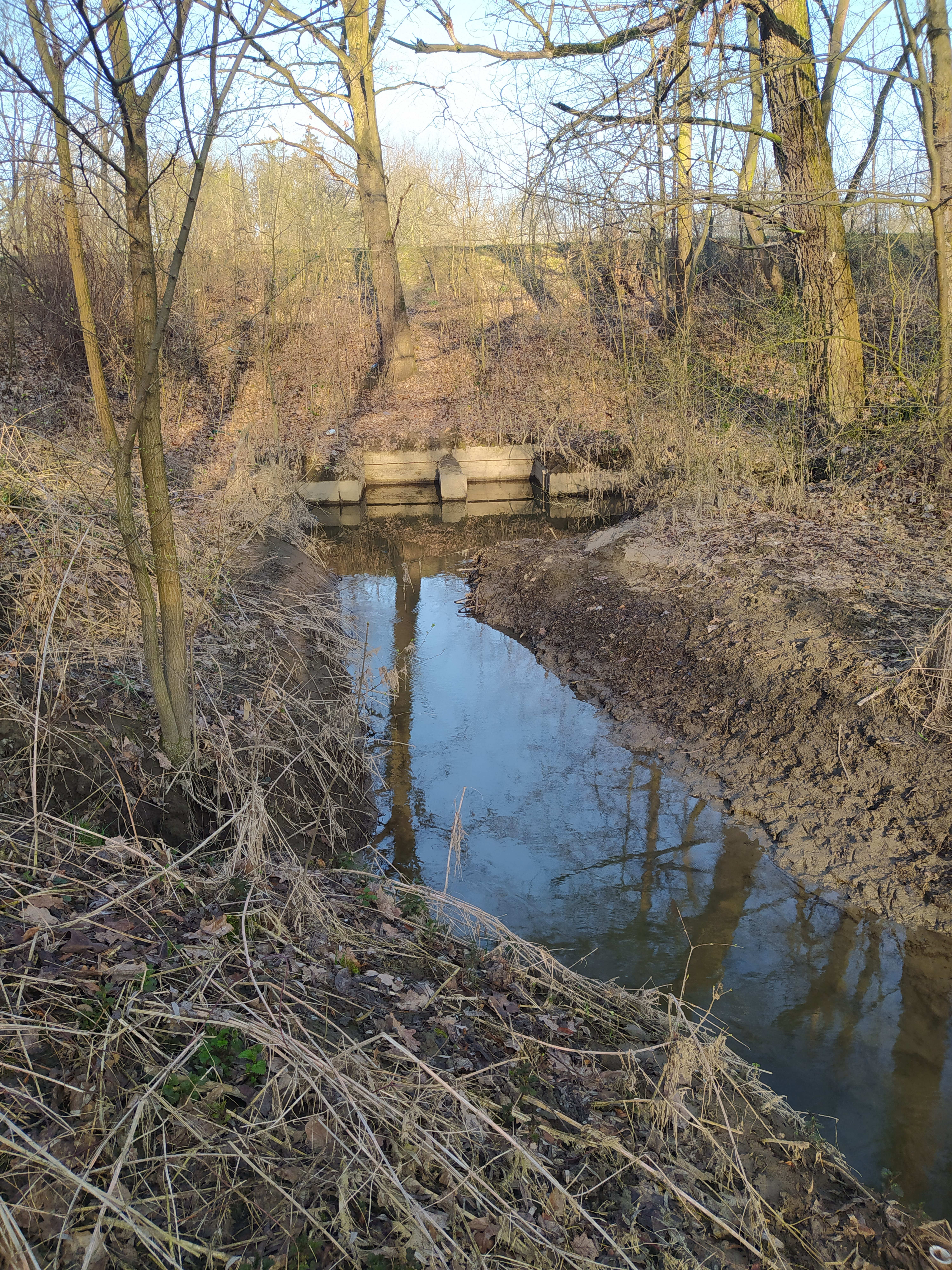
Slepé rameno Odry - jižní konec s výpustí do řeky Odry
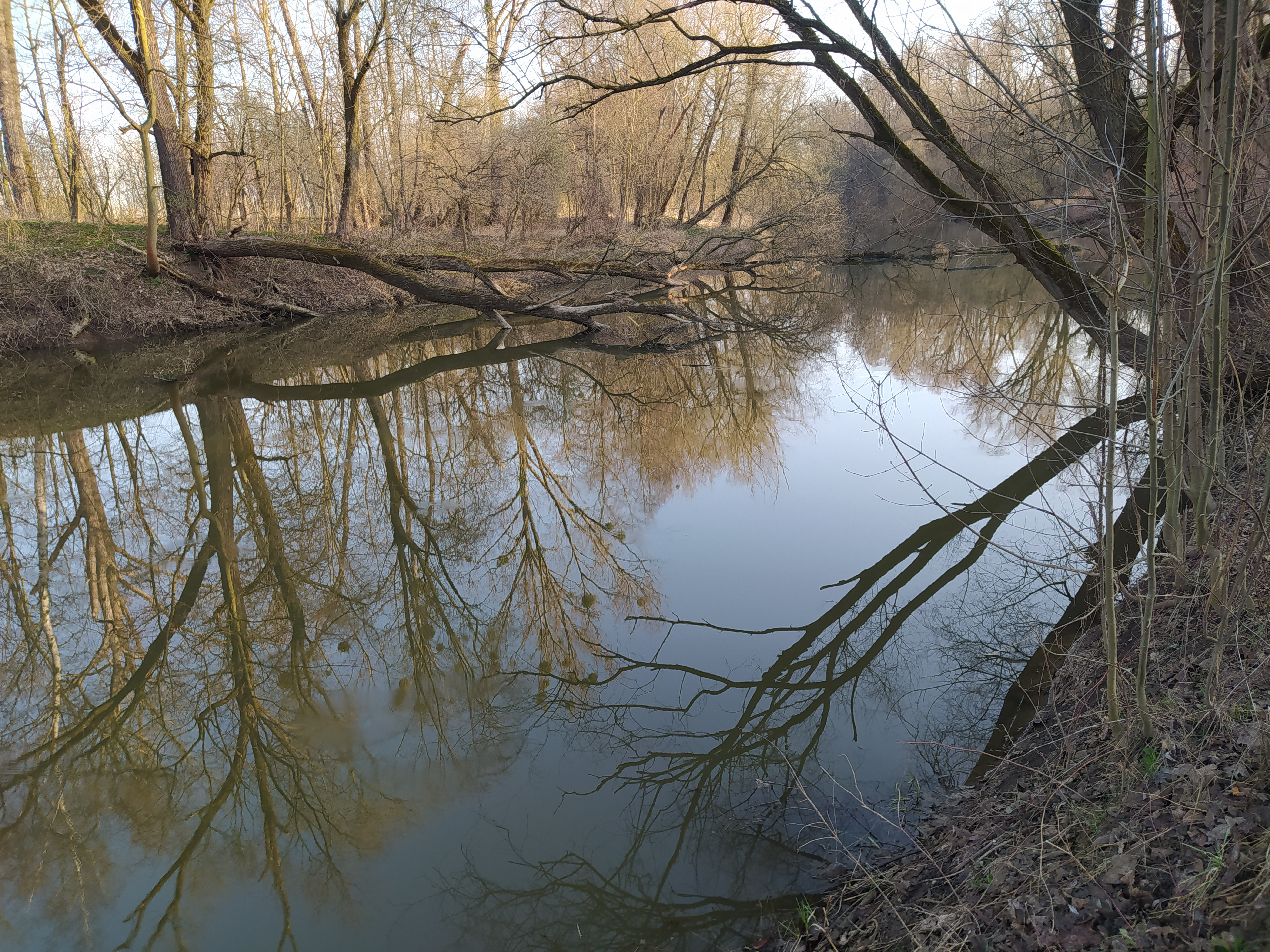
Slepé rameno Odry - jižní část
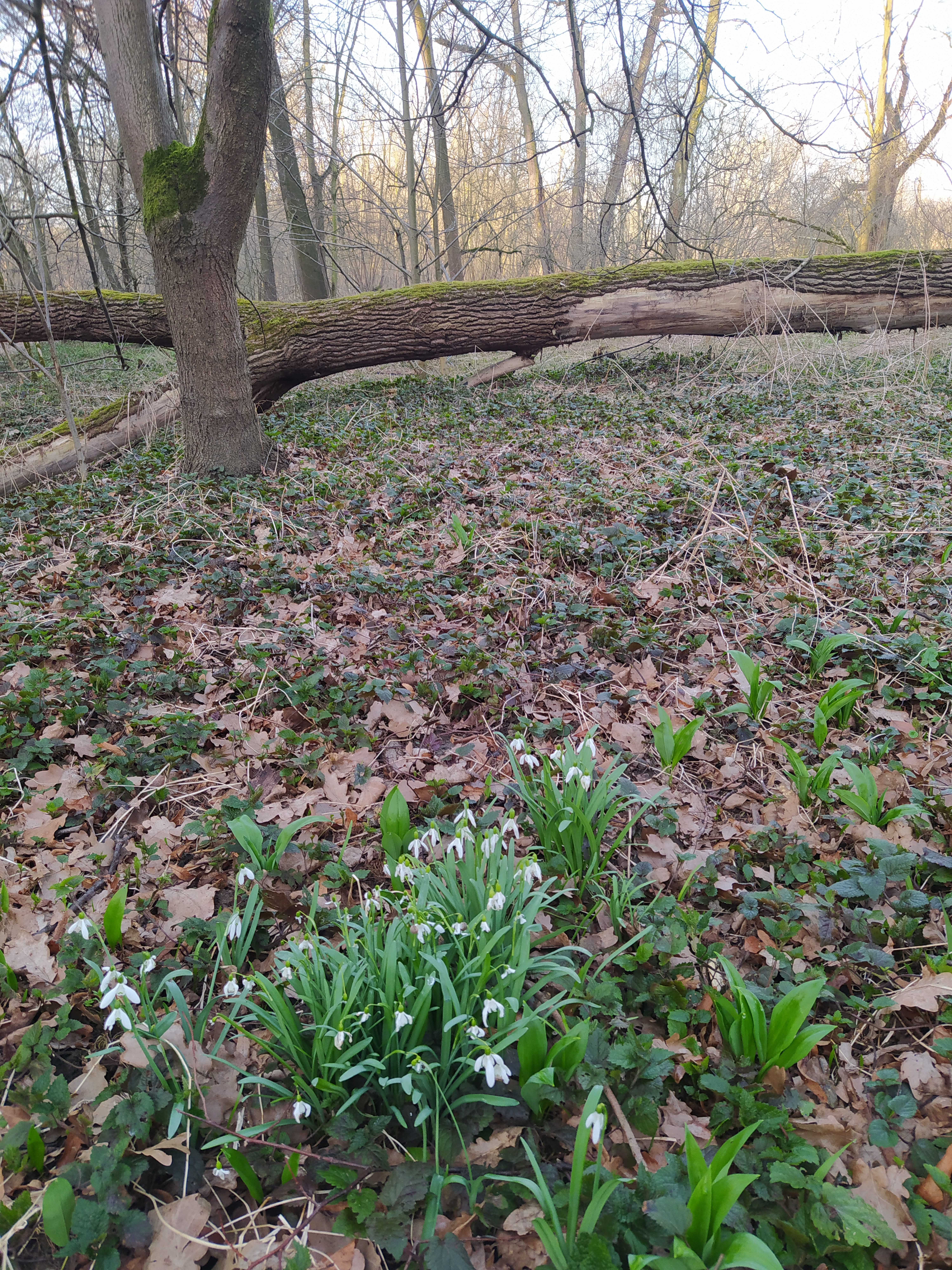
Slepé rameno Odry - okolí (sněženka podsněžník)
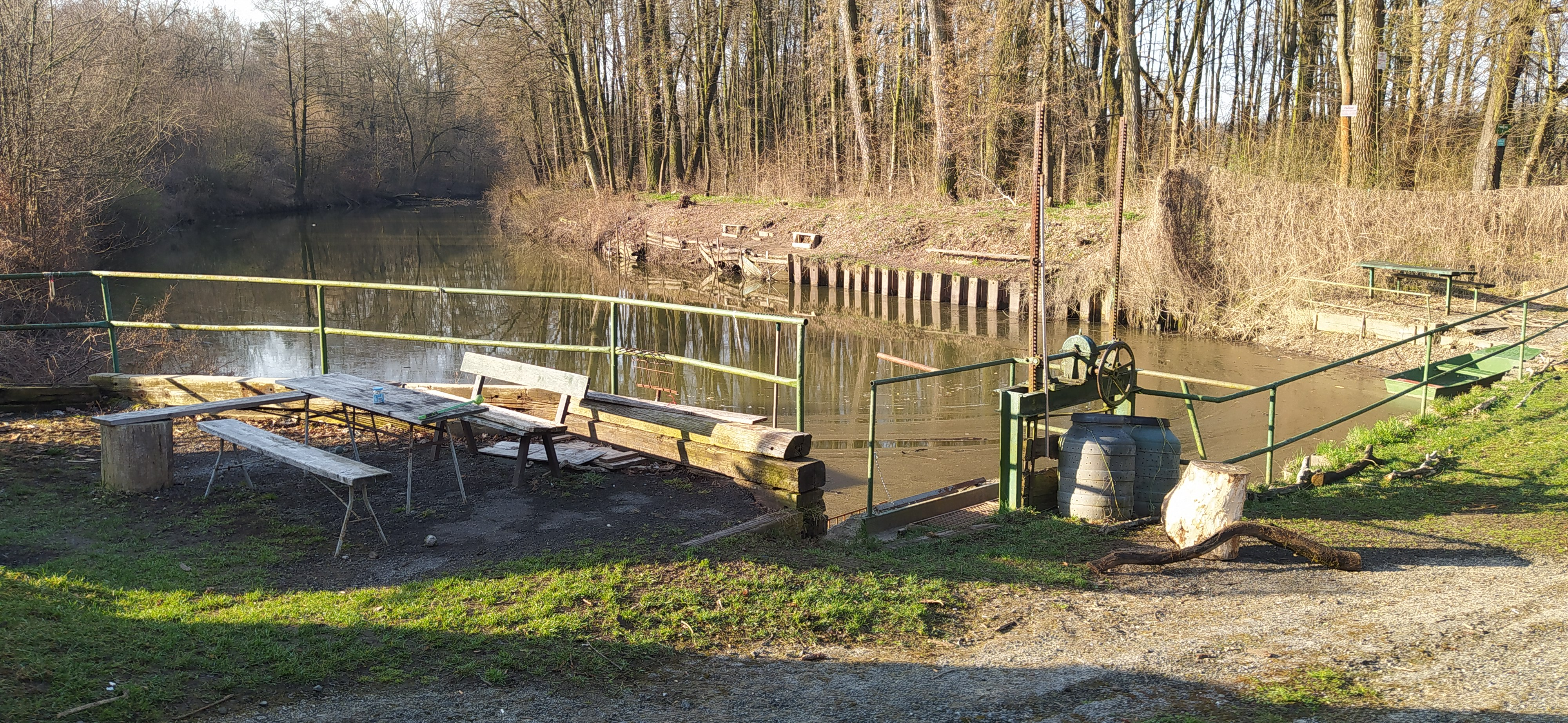
Slepé rameno Odry - přemostění oddělující severní a jižní část